# Зозулині
Зозулині (Cuculinae) — підродина зозулеподібних птахів родини зозулевих (Cuculidae). Включає 53 види у 12 родах.

## Поширення
Представники підродини поширені в Європі, Африці, Азії та Океанії. Багато видів є мігруючими і долають тисячі кілометрів, щоб досягти місця призначення. Трапляються в різних типах місць існування, від сільської місцевості до лісів, від заростей очерету до гір.

## Характеристика
Це деревні птахи, часто поодинокі, дуже різноманітних розмірів, з короткими ногами, довгими хвостами та довгими вузькими крилами. Вони мають непомітне і майже маскувальне оперення. Живляться комахами; деякі коелі також їдять фрукти. Зозулині є гніздовими паразитами, що відкладають власні яйця в гнізда інших птахів.

## Роди
- Eocuculus (викопний: еоцен, США)
- Чубата зозуля (Clamator) — 4 види;
- Товстодзьоба зозуля (Pachycoccyx) — 1 вид;
- Зозуля (Cuculus) — 11 видів;
- Зозуля-довгохвіст (Cercococcyx) — 3 види;
- Кукавка (Cacomantis) — 10 видів;
- Дідрик (Chrysococcyx) — 12 видів;
- Зозуля-дронго (Surniculus) — 4 види;
- Білоголовий коель (Caliechthrus) — 1 вид;
- Малий коель (Microdynamis) — 1 вид;
- Коель (Eudynamys) — 3 види;
- Зозуля-велет (Scythrops) — 1 вид;
- Новозеландський коель (Urodynamis) — 1 вид.